# New Jazz Conceptions
New Jazz Conceptions è il primo album in studio del musicista statunitense Bill Evans, pubblicato nel 1957.

## Tracce
1. I Love You (Cole Porter) – 3:55
2. Five (Bill Evans) – 4:03
3. I Got It Bad (And That Ain't Good) (Duke Ellington, Paul Francis Webster) – 1:39
4. Conception (George Shearing) – 4:47
5. Easy Living (Leo Robin, Ralph Rainger) – 3:53
6. Displacement (Evans) – 2:36
7. Speak Low (Kurt Weill, Ogden Nash) – 5:10
8. Waltz for Debby (Evans, Gene Lees) – 1:20
9. Our Delight (Tadd Dameron) – 4:47
10. My Romance (Richard Rodgers, Lorenz Hart) – 2:01
11. No Cover, No Minimum [Take 1] (Evans) – 8:14
12. No Cover, No Minimum – 7:31

## Formazione
- Bill Evans - piano
- Teddy Kotick - contrabbasso
- Paul Motian - batteria